# Nordre Folgefonna
Nordre Folgefonna er den nordligste af de tre isbræer som udgør Folgefonna. Den er den næststørste af disse tre med et areal på 26 km² og den trettende største i Norge (uden Svalbard). Bræen ligger i kommunerne Jondal, Ullensvang, Kvinnherad og Odda i Vestland fylke.
Det højeste punkt på bræen er 1.640 meter over havet, og det laveste er 990 meter over havet.

## Eksterne kilder og henvisninger
1. ↑  "De største breene i Norge" (PDF). Arkiveret fra originalen (PDF) 18. juli 2011. Hentet 6. maj 2013.

- Spørteggbreen på Store norske leksikon